# Lijst van schilderijen in het Centraal Museum/S
Lijst van schilderijen in het Centraal Museum met werken van schilders van wie de achternaam begint met de letter S. Vermeldingen in het grijs geven aan dat het werk geen deel meer uitmaakt van de collectie van het Centraal Museum, bijvoorbeeld omdat het in bruikleen gegeven is aan een andere instelling of omdat het teruggegeven is aan de bruikleengever.
| Inventarisnummer | Toeschrijving                                                              | Titel | Datering      | Afbeelding |
| ---------------- | -------------------------------------------------------------------------- | --- | ------------- | ---------- |
| 26636            | Louis Saalborn                                                             | Bloemstilleven | 1942          |            |
| 7972             | Pieter Saenredam                                                           | De noordelijke zijbeuk van de Sint Mariakerk te Utrecht                                                                                             | 1641          |            |
| 10390            | Pieter Saenredam                                                           | De Sint Antoniuskapel in de Sint Janskerk te Utrecht                                                                                                | 1645          |            |
| 10243            | Herman Saftleven                                                           | Berglandschap | 1643          |            |
| 5074             | Herman Saftleven                                                           | Berglandschap met rivier | 1650-1675     |            |
| 2313             | Herman Saftleven                                                           | Landschap met ruïne | 1650-1675     |            |
| 10026            | Herman Saftleven                                                           | Rivierlandschap met ronde toren | 1668          |            |
| 26776            | Herman Saftleven                                                           | Gefantaseerd rivierlandschap met de kapel van het Sint Agnietenklooster te Utrecht                                                                  | 1669          |            |
| 28828            | John Salt                                                                  | Blue interior | 1971          |            |
| 2579             | Gerardine van de Sande Bakhuyzen                                           | Stilleven met vruchten en bloemen | 1872          |            |
| 17180            | Hendrik Alexander Sangster                                                 | Portret van Coradin Cunaeus | 1875-1895     |            |
| 2311             | Gerrit van Santen                                                          | Het gevecht tussen Bréauté en Lekkerbeetjen op 5 februari 1600 Zie Twee episoden uit het gevecht tussen Bréauté en Lekkerbeetjen op 5 februari 1600 | Ca. 1640      |            |
| 2312             | Gerrit van Santen                                                          | Het gevecht tussen Bréauté en Lekkerbeetjen op 5 februari 1600 Zie Twee episoden uit het gevecht tussen Bréauté en Lekkerbeetjen op 5 februari 1600 | Ca. 1640      |            |
| 2357             | Pieter Joseph Sauvage                                                      | Allegorische voorstelling van een vrouw met putti Zie Decoratieprogramma van twee achterkamers van Janskerkhof 17                                   | 1791          |            |
| 2358             | Pieter Joseph Sauvage                                                      | Allegorische voorstelling van een vrouw die druiven uitdeelt aan putti Zie Decoratieprogramma van twee achterkamers van Janskerkhof 17              | 1791          |            |
| 6316             | Roelant Savery                                                             | Bloemstuk met twee hagedissen | 1603          |            |
| 2310             | Roelant Savery                                                             | Groot bloemstuk met keizerskroon | 1624          |            |
| 10047            | Roelant Savery                                                             | De appelschimmel | 1625-1630     |            |
| 27853            | Roelant Savery                                                             | Landschap met ruïne en vee bij een vijver | Ca. 1630      |            |
| 2309             | Roelant Savery en atelier                                                  | Orpheus en de dieren | Ca. 1630      |            |
| 6096             | Ernst van Schayck (III)                                                    | De heilige Sebastiaan en de heilige Rochus | 1600          |            |
| 2477             | Evert van Schayck                                                          | Plattegrond van de stad Utrecht | 1541          |            |
| 9844             | Ary Scheffer                                                               | Christus Consolator Zie Christus Consolator en Chistus Remunerator                                                                                  | 1847-1858     |            |
| 9845             | Ary Scheffer                                                               | Chistus Remunerator Zie Christus Consolator en Chistus Remunerator                                                                                  | 1847-1858     |            |
| 2308             | Johan Bernard Scheffer                                                     | Portret van Jan Hinlopen | Ca. 1806      |            |
| 22795            | J.P. Scheuer                                                               | Het huis Puntenburg te Utrecht | 1892          |            |
| 22094            | Petrus Paulus Schiedges                                                    | Herder met schapen | Ca. 1920      |            |
| 28382            | Roland Schimmel                                                            | Zonder titel | 1997          |            |
| 11519            | Piet Schipperus                                                            | Avond op de plassen | 1875-1900     |            |
| 28872            | Ben Schonzeit                                                              | Sunset | 1973          |            |
| 7673             | Hendrick Schoock                                                           | Bloemfestoen | Ca. 1675      |            |
| 7758             | Hendrick Schoock                                                           | Vruchtfestoen | Ca. 1675      |            |
| 23525            | Jan Schoonhoven                                                            | Construction détruite 'Ippolito' | 1958          |            |
| 20063            | Jan Schoonhoven                                                            | R 60-4 | 1960          |            |
| 16407            | Jan Schoonhoven                                                            | R69 - 33 | 1969          |            |
| 31564            | Aelbert Jansz. van der Schoor                                              | Vanitasstilleven | 1662          |            |
| 2307             | Aart Schouman                                                              | Stilleven met ossenkop | 1747          |            |
| 29419            | Sierk Schröder                                                             | Portret van burgemeester De Ranitz | 1962          |            |
| 14218            | Willem Schrofer                                                            | Stilleven met gele kan | 1963          |            |
| 11414            | Wim Schuhmacher                                                            | Russische vrouw | 1926          |            |
| 11415            | Wim Schuhmacher                                                            | Gezicht op San Gimignano | 1926          |            |
| 25876            | Wim Schuhmacher                                                            | Zelfportret | 1943          |            |
| 29702            | Han Schuil                                                                 | Zonder titel | 1985          |            |
| 27202            | Han Schuil                                                                 | Zonder titel | 1990          |            |
| 27701            | Han Schuil                                                                 | Zonder titel | 1992          |            |
| 31869            | Han Schuil                                                                 | Zonder titel | 1993-1994     |            |
| 27961            | Han Schuil                                                                 | Zonder titel | 1994          |            |
| 31572            | Han Schuil                                                                 | Blast II | 2008          |            |
| 31573            | Han Schuil                                                                 | Blast III | 2008          |            |
| 31574            | Han Schuil                                                                 | Blast IV | 2009-2010     |            |
| 28737            | Martijn Schuppers                                                          | Zonder titel | 1999          |            |
| 29703            | Martijn Schuppers                                                          | Zonder titel | 2000          |            |
| 5482             | Johann Georg Schwartze                                                     | Portret van Joseph Alexander Fles | Ca. 1855      |            |
| 11532            | Johann Georg Schwartze                                                     | Portret van Jeanne Catherine van Coeverden | 1861          |            |
| 8246             | Thérèse Schwartze                                                          | Portret van Nicolaas Beets | 1881          |            |
| 10795            | Thérèse Schwartze                                                          | Portret van Henriëtte Antoinette de Bordes-Van Walré                                                                                                | 1891          |            |
| 10254            | Thérèse Schwartze                                                          | Portretgroep van mevr. A.G.M. van Ogtrop-Hanlo met haar vijf kinderen                                                                               | 1906          |            |
| 2378             | Jan van Scorel                                                             | Portretten van twaalf leden van de Utrechtse Jeruzalembroederschap                                                                                  | Ca. 1525      |            |
| 2379             | Jan van Scorel                                                             | Portretten van twaalf leden van de Utrechtse Jeruzalembroederschap                                                                                  | Ca. 1525      |            |
| 6078 a           | Jan van Scorel                                                             | Drieluik met de intocht van Christus in Jeruzalem, heiligen en op de buitenzijden van de luiken stichters uit de familie Van Lokhorst               | Ca. 1526      |            |
| 7991             | Jan van Scorel                                                             | Drieluik met de intocht van Christus in Jeruzalem, heiligen en op de buitenzijden van de luiken stichters uit de familie Van Lokhorst               | Ca. 1526      |            |
| 28224            | Jan van Scorel                                                             | Maria met kind | Ca. 1527-1530 |            |
| 12432 a          | Jan van Scorel                                                             | Madonna met wilde rozen | Ca. 1530      |            |
| 6450             | Jan van Scorel                                                             | De bewening van Christus | Ca. 1535      |            |
| 2377             | Jan van Scorel                                                             | Portretten van negen leden van de Utrechtse Jeruzalembroederschap                                                                                   | Ca. 1535      |            |
| 31307            | Jan van Scorel                                                             | Portret van Joris van Egmond | Ca. 1535-1540 |            |
| 31303            | Jan van Scorel                                                             | Landschap met Bathseba | Ca. 1540-1545 |            |
| 2376             | Jan van Scorel                                                             | Portretten van vijf leden van de Utrechtse Jeruzalembroederschap                                                                                    | Ca. 1541      |            |
| 31305            | Toegeschreven aan Jan van Scorel                                           | De stervende Cleopatra | Ca. 1520-1524 |            |
| 31185            | Naar Jan van Scorel                                                        | De kruisiging | Ca. 1530      |            |
| 7646             | Naar Jan van Scorel                                                        | De opwekking van Lazarus | Ca. 1550      |            |
| 2244             | Naar Jan van Scorel                                                        | Portret van paus Adrianus VI | Ca. 1625      |            |
| 23542            | Atelier van Jan van Scorel                                                 | De aanbidding van de drie koningen | 1530-1535     |            |
| 29403            | Atelier van Jan van Scorel                                                 | De kruisiging | 1530-1535     |            |
| 11208            | Atelier van Jan van Scorel                                                 | De bewening van Christus met portretten van de familie van Egmond                                                                                   | Ca. 1540      |            |
| 2375             | Atelier van Jan van Scorel (middenpaneel) en Jan Geritsz. Deys (zijluiken) | Drieluik van de familie De Visscher van der Gheer                                                                                                   | 1555-1570     |            |
| 29404            | Navolger van Jan van Scorel                                                | Madonna met kind | 1560          |            |
| 28893            | Maureen Scott                                                              | Life and labour of the miner | 1977          |            |
| 28757            | Antonio Seguí                                                              | Man | 1967          |            |
| 4365             | Jacques Corneille van Selm                                                 | De bovenkapel van het Sint Agnietenklooster te Utrecht                                                                                              | Ca. 1880      |            |
| 4366             | Jacques Corneille van Selm                                                 | Het hofje van de Kameren van Maria van Pallaes te Utrecht                                                                                           | Ca. 1890      |            |
| 11507            | Piet A. Serton van Rosweyde                                                | Portret van de Utrechtse schilder Anthony Everhardus Grolman                                                                                        | 1913          |            |
| 6570             | Michiel Simons (II)                                                        | Stilleven met vruchten en kreeft | Ca. 1670      |            |
| 13737            | Joop Sjollema                                                              | Portret van de schilder Kees Verwey | 1961          |            |
| 17172            | Pieter Cornelisz. van Slingelandt                                          | Portret van Sara van Peene | 1687          |            |
| 26702            | Jan Sluijters                                                              | Kubistische kop | 1913          |            |
| 26336            | Jan Sluijters                                                              | Zwarte man in oerwoud | 1915          |            |
| 21945            | Jan Sluijters                                                              | Portet van een zwarte man | Ca. 1920      |            |
| 8552             | Jan Sluijters                                                              | Zittend vrouwelijk naakt met rode shawl en witte kan                                                                                                | Ca. 1922-1925 |            |
| 9380             | Jan Sluijters                                                              | Liggend naakt | 1925          |            |
| 14028            | Jan Sluijters                                                              | Portret van Dr. H. van der Vuurst de Vries | 1926          |            |
| 14029            | Jan Sluijters                                                              | Zittend vrouwelijk naakt | 1926          |            |
| 12700            | Jan Sluijters                                                              | Portret van G.A.M. de Bruyn | 1927          |            |
| 14030            | Jan Sluijters                                                              | Portret van mevr. Claire Marie van der Vuurst de Vries-Dreher                                                                                       | 1927          |            |
| 14032            | Jan Sluijters                                                              | Het Koningsplein te Amsterdam bij avond | Ca. 1927      |            |
| 6832             | Jan Sluijters                                                              | Portret van mevrouw Claire Marie van der Vuurst de Vries                                                                                            | 1927-1928     |            |
| 14031            | Jan Sluijters                                                              | Vaas met bloemen | Ca. 1928      |            |
| 21845            | Jan Sluijters                                                              | Zusje | Ca. 1930      |            |
| 8553             | Jan Sluijters                                                              | Zittend vrouwelijk naakt | Ca. 1930-1932 |            |
| 21835            | Jan Sluijters                                                              | Bloemstilleven | Ca. 1940      |            |
| 24096            | Hubert Sluis                                                               | Zelfportret met kauw | 1962          |            |
| 26940            | Kees Smits                                                                 | Zonder titel | 1984-1986     |            |
| 26583            | Kees Smits                                                                 | Zonder titel | 1987-1988     |            |
| 26939            | Kees Smits                                                                 | Zonder titel | 1988-1989     |            |
| 28047            | Roland Sohier                                                              | Als mijn schip binnenvaart | 1994          |            |
| 7179             | Guillaume de Spinny                                                        | Portret van Nicolaas Kien Zie Portretten van Nicolaas Kien en Margareta Buck                                                                        | 1765          |            |
| 7182             | Guillaume de Spinny                                                        | Portret van Margareta Buck Zie Portretten van Nicolaas Kien en Margareta Buck                                                                       | 1765          |            |
| 7181             | Guillaume de Spinny                                                        | Portret van Jacob Kien Zie Portretten van Jacob Kien en Anna Buck                                                                                   | 1765          |            |
| 7180             | Guillaume de Spinny                                                        | Portret van Anna Buck Zie Portretten van Jacob Kien en Anna Buck                                                                                    | 1765          |            |
| 9057             | Jacob Spoel                                                                | Portret van Joanna Frederike Olga Eugenie van Weede                                                                                                 | 1867-1868     |            |
| 29420            | Dick Stapel                                                                | Portret van burgemeester H.G.I. baron van Tuyll van Serooskerken                                                                                    | 1975          |            |
| 13153            | Jan Stekelenburg                                                           | Feestauto | 1960          |            |
| 18448            | Matthias Stom                                                              | De heilige Hieronymus (anamorfose) | Ca. 1635      |            |
| 7841             | Willem Benedictus Stoof                                                    | Portret van een vrouw | 1862          |            |
| 8224             | Willem Benedictus Stoof                                                    | Portret van een man | 1862          |            |
| 2305             | Dirck Stoop                                                                | Landschap met ruiters en honden | 1649          |            |
| 6925             | Maerten Stoop                                                              | De heilige Martinus temidden der armen | Ca. 1640      |            |
| 25742            | Pieter Stoop                                                               | Zonder titel | 1983          |            |
| 2304             | Bruno van Straaten                                                         | De Weerdpoort met omgeving te Utrecht | Ca. 1830      |            |
| 2303             | Bruno van Straaten                                                         | Gefantaseerd stadsgezicht met de kapel van de Sint Servaasabdij te Utrecht                                                                          | 1830-1850     |            |
| 2302             | Bruno van Straaten                                                         | Het koor van de Sint Mariakerk met omgeving te Utrecht                                                                                              | Ca. 1835      |            |
| 14147            | Peter Struycken                                                            | Wetmatige beweging | 1963          |            |
| 25884            | Peter Struycken                                                            | Wetmatige beweging van rood naar zwart | 1965          |            |
| 24346            | Peter Struycken                                                            | Structuur XXII | 1967          |            |
| 27141            | Peter Struycken                                                            | TAPW 4 30 nov 88 (kleine doorsnede uit oneindige ruimte)                                                                                            | 1988          |            |
| 29088            | Peter Struycken                                                            | 50502 struc-col | 1999-2000     |            |
| 2374             | Toegeschreven aan Lambert Suavius                                          | De brand van Troje | Ca. 1550      |            |
| 27828            | Robert Suermondt                                                           | Halle | 1993          |            |
| 26596            | Ton van Summeren                                                           | Tactus | 1986          |            |
| 26597            | Ton van Summeren                                                           | Ars Nigri | 1988          |            |
| 17447            | Meike Sund                                                                 | IJsgezicht | 1969          |            |
| 10694            | Jacoba Surie                                                               | Meisje een peer schillend | Ca. 1920-1925 |            |
| 10375 b          | Jacoba Surie                                                               | Visstilleven | 1949          |            |
| 20808            | Lambert Sustris                                                            | De prediking van Johannes de Doper | 1530-1535     |            |
| 2301             | Frans Swagers                                                              | Brabants landschap | Ca. 1800      |            |
| 22082            | Cornelis Aertsz. van Swanenburch                                           | Reizigers bij de Ponte Molle over de Tiber | 1675-1700     |            |
| 10036            | Cornelis Aertsz. van Swanenburch                                           | Italianiserend landschap | 1675-1700     |            |
| 1536             | Willem Cornelisz. van Swanenburgh Gedeeltelijk naar Joost van Attevelt     | De stadsbanier van Utrecht Zie De stadsbanier van Utrecht en De burgemeesters van Utrecht met de stadsboden                                         | 1658          |            |
| 1537             | Willem Cornelisz. van Swanenburgh Gedeeltelijk naar Joost van Attevelt     | De burgemeesters van Utrecht met de stadsboden Zie De stadsbanier van Utrecht en De burgemeesters van Utrecht met de stadsboden                     | 1658          |            |
| 2300             | Willem Cornelisz. van Swanenburgh                                          | Het Kasteel Vredenburg te Utrecht | 1658          |            |
| 9610 a           | Toegeschreven aan Willem Cornelisz. van Swanenburgh                        | Portret van Johan van der Woert Zie Portretten van Johan van der Woert en Cornelia Bosbeeck                                                         | 1634          |            |
| 9610 b           | Toegeschreven aan Willem Cornelisz. van Swanenburgh                        | Portret van Cornelia Bosbeeck Zie Portretten van Johan van der Woert en Cornelia Bosbeeck                                                           | 1634          |            |
| 12645 a          | Toegeschreven aan Willem Cornelisz. van Swanenburgh                        | Het Kasteel Vredenburg te Utrecht | 1660-1670     |            |